# Plaidoyer pour les animaux
 (janvier 2023).
 (septembre 2018).
Plaidoyer pour les animaux est un ouvrage de Matthieu Ricard paru en 2014, dans lequel l'auteur « invite à étendre notre bienveillance à l'ensemble des êtres sensibles » dans l'intérêt de tous. Il s'inscrit dans une série de trois œuvres comprenant Plaidoyer pour le bonheur (2003) et Plaidoyer pour l'altruisme (2014).